# Eclipse (canção)
"Eclipse" é a décima e última faixa do álbum Dark Side of the Moon, de 1973, da banda inglesa Pink Floyd.
A música é geralmente tida como uma espécie de continuação de "Brain Damage", devido a ausência de intervalo entre o final de uma e o começo de outra, entretanto são faixas distintas e suas letras também têm significados diferentes.

## Composição
É uma música calma, sem muitos efeitos de estúdio. Uma faixa onde predomina o órgão de Richard Wright e um calmo riff de guitarra ao fundo. Coros de vozes podem ser ouvidos também e dão um ar ainda mais sublime à canção. Um riff de guitarra com distorção pode ser ouvido ao fundo por volta do segundo verso da música.
A música acaba com as batidas de coração do começo de "Speak to Me", mas, desta vez, sem o tom dramático. Apenas o som suave das batidas que desaparece gradualmente, juntamente com os últimos dizeres do álbum: "There is no dark side of the moon, really. Matter of fact, it's all dark."
Em algumas versões do álbum, pode ser ouvida, bem no fim da gravação, quando invertida, uma versão orquestrada da música "Ticket to Ride" dos Beatles. Aparentemente, isso foi causado apenas pelo fato de uma fita ter sido mal apagada no estúdio.
David Gilmour gravou duas faixas de guitarra base, tocando arpejos, uma em posição aberta, e uma muito mais alta, em torno do décimo traste. A parte de baixo da guitarra inclui as cordas G e E abertas durante o B ♭ maj7, resultando em um acorde de tom adicionado e triton dissonante. O quarteto de cantoras de apoio femininos varia suas partes, aumentando em volume, e ecoando algumas das letras de Roger Waters, como a peça constrói em intensidade. Na última repetição da progressão de acordes, o B ♭ maj7 leva diretamente a um clímax em D maior, resultando em um efeito de "clareamento" (conhecido como Terceiro de Picardia), como a implicação acima mencionada de D menor no O acorde B ♭ maj7 muda para o maior.